# Eva Cassidy
Eva Cassidy (Oxon Hill, Washington DC, 2 de febrer de 1963 - Bowie, Maryland, 2 de novembre de 1996) fou una cantant de jazz i soul estatunidenca. Admiradora d'Ella Fitzgerald i Linda Ronstadt, el seu estil melòdic s'ha comparat amb el de Nancy Wilson i compta amb admiradors declarats com Roberta Flack, Shirley Horn, Sting, Mick Fleetwood I Paul McCartney.

## Biografia
Amb avantpassats alemanys i irlandesos, des de molt petita ja va mostrar interès en la pintura i la música. El seu pare i el seu germà eren músics aficionats, i Eva va tenir com a primeres influències el folk de Bob Dylan, Pete Seeger i Buffy Sainte-Marie. Amb nou anys va aprendre a tocar la guitarra i va començar a fer interpretacions per a amics i familiars, tot i que sense cap interès per a dedicar-s'hi professionalment. Durant l'institut va ser vocalista d'una banda local de Washington DC, Stonehenge, i després va formar part d'Easy Street, amb qui va actuar a locals de la zona. També va col·laborar amb Wild World, The Honeybees i la banda de techno-pop Method Actor la primera meitat dels 80.
El 1986 Cassidy va conèixer Chris Bionda, enginyer de so que, en veure els seus dots musicals, va animar-la a gravar les seves cançons en un estudi, i es va convertir en el seu principal valedor. El 1990 Biondo, que també era baixista, va formar amb Cassidy una banda estable conjuntament amb altres membres i van actuar a clubs de Washington DC, arribant a assolir una certa popularitat local. Dos anys més tard Biondo va aconseguir fer arribar a Chuck Brown, músic d'anomenada a l'escena del funk i del soul amb base a la ciutat, una gravació amb la veu d'Eva. Brown va quedar impressionat i la va comparar amb Ella Fitzgerald. El mateix any Chuck Brown i Eva Cassidy van gravar un disc, The other side, que incloïa versions de temes clàssics com "Fever"i d'artistes com Billie Holiday, a més de la interpretació d'"Over the rainbow". Liason Records va editar el treball, que va tenir una bona acollida local que va fer que Cassidy rebés ofertes de discogràfiques per a cantar com a solista. Les va rebutjar perquè li demanaven que adaptés el seu estil personal a un estil més pop, i va continuar tocant amb la seva banda als locals de Washington DC durant els anys següents, i vivint a una granja als afores de la ciutat.
El gener de 1996 va sortir a la venda Live at Blues Alley,un àlbum en directe amb les millors cançons que Cassidy solia interpretar a les seves actuacions. The Washington Post va publicar d'ella que "podia cantar qualsevol cançó i aconseguir que fos l'única música que importés". Malgrat tot, Cassidy no estava satisfeta amb la veu que tenia el dia de la gravació. Tot seguit, Eva, Biondo i la resta de la banda van gravar noves versions per editar un disc d'estudi. El juny del mateix any, durant la promoció de Live at Blues Alley, Eva va començar a sentir dolor al maluc. Dies després va ser diagnosticada de melanoma en fase avançada. Tot i l'agressiu tractament de quimioteràpia, va morir el 2 de novembre amb 33 anys. La seva darrera actuació va ser el setembre per a un grup d'amics a qui els va cantar "What a wonderful world", de Louis Armstrong
A començaments de l'any següent es va publicar Eva by heart i Cassidy va ser reconeguda per l'Associació de Música de Washington. Tot i la popularitat que tenia a Washington DC, gairebé no era coneguda a la resta del món. El 1998 Blix Street va recopilar temes dels tres discos publicats per Eva i va editar l'àlbum Songbird, que es va mantenir en un segon pla fins que el 2000 Terry Wogan, per a BBC ràdio, va començar a difondre'l per recomanació del seu productor, tot i no conèixer gairebé res sobre la figura de Cassidy. Immediatament es van disparar les peticions dels oients per escoltar la veu de l'Eva. L'àlbum va pujar fins al número 1 de les llistes britàniques, es van vendre més d'un milió de còpies i va assolir un disc d'or als Estats Units, a més de recollir grans èxits a molts d'altres països.Sting va afirmar en una entrevista que no va poder aguantar-se les llàgrimes a l'escoltar per primer cop la versió que Eva va gravar del seu tema Fields of gold, inclòs a l'àlbum. Cassidy no va gravar mai composicions pròpies, o sigui que tot el material publicat consisteix en versions d'altres autors.
Des de llavors s'han publicat quatre recopilacions més: Time after time (2000), Imagine (2002), American tune (2003) i Wonderful world (2004), i totes han arribat al número 1 del Regne Unit i han sumat vendes pel damunt de les quatre milions de còpies, el que l'ha convertida en una de les artistes amb una carrera pòstuma més important.

## Discografia
- 1992: The other side (amb Chuck Brown)
- 1996: Live at Blues Alley
- 1997: Eva by heart
- 1998: Songbird (UK #1)
- 2000: Time after time (UK #1)
- 2002: Imagine (UK #1)
- 2003: American tune (UK #1)
- 2004: Wonderful world (UK #1)